# Клавиорган

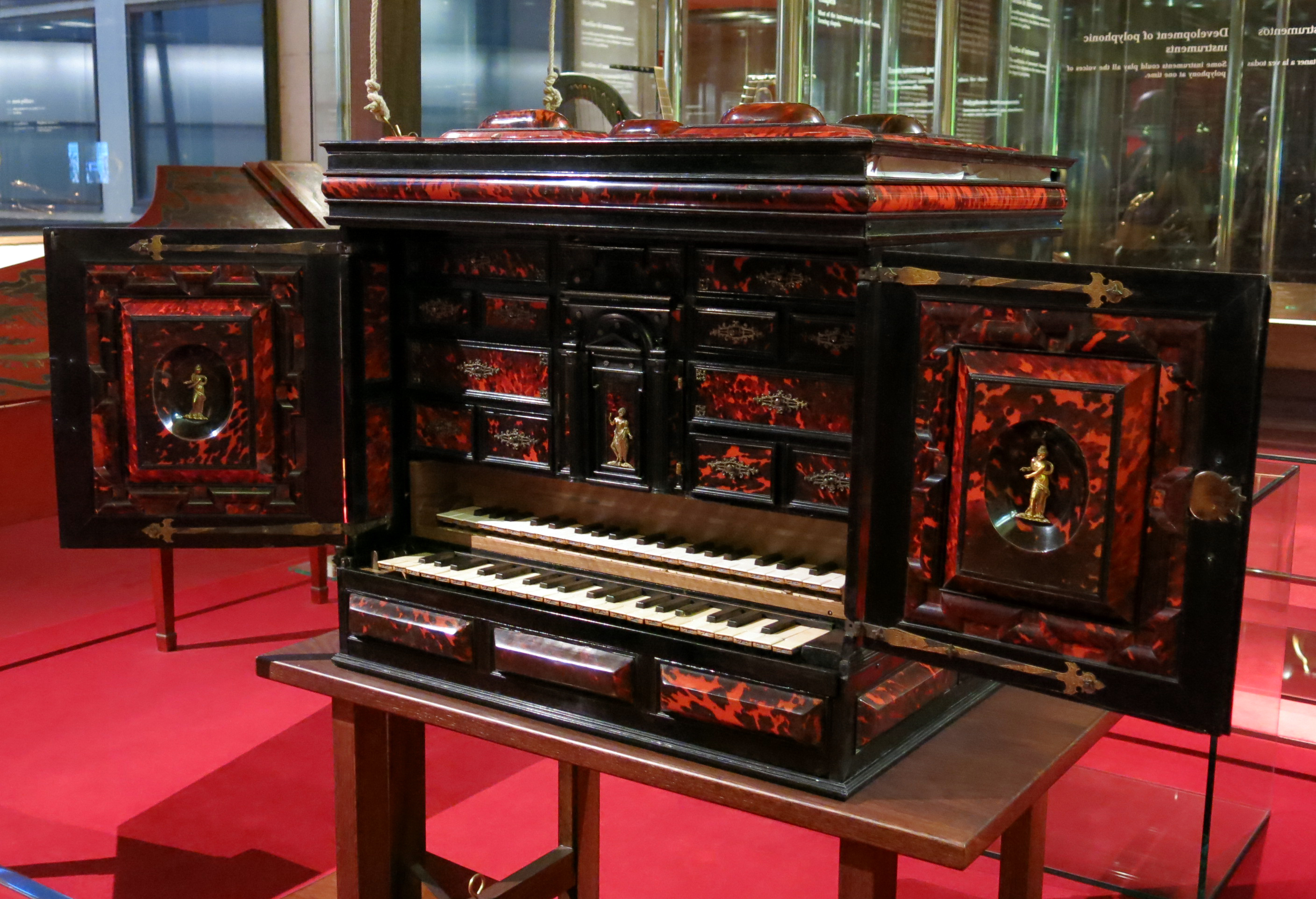
Клавиорган немецкого мастера (ок. 1590). Музей музыки в Барселоне

Клавиорга́н (исп. claviórgano, фр. clavecin organisé, лат. claviorganum) — старинный клавишный инструмент, соединяющий в себе клавесин и небольшой орган (позитив). 

## Краткий очерк истории и специфики
Первые документальные свидетельства исходят из Испании и относятся ко второй половине XV века, расцвет — в XVI — XVII веках. В XVIII веке место клавесина заняло фортепиано (нем. Orgelklavier).
Техническое устройство клавиоргана таково, что на нём можно играть как на клавесине или как на позитиве, либо извлекать оба тембра одновременно. Первые клавиорганы были одномануальными. Начиная с XVII обычными стали двухмануальные клавиорганы. Краткое описание клавиоргана в 1619 дал Михаэль Преториус (Syntagma musicum, том 2, глава 42).
Сколько-нибудь значительного и специального репертуара для клавиоргана создано не было.

## Рецепция
Из высказываний Чарлза Бёрни следует, что Гендель начиная с 1739 играл на клавиоргане, сопровождая на этом инструменте исполнения своих ораторий.

## Избранная дискография
- Клавиорган и клавесин (Г. Леонхард; зап. 2003; ALPHA 042)